# Rapport cyclique d'ouverture
Pour les articles homonymes, voir RCO.
 (février 2018).
Si vous disposez d'ouvrages ou d'articles de référence ou si vous connaissez des sites web de qualité traitant du thème abordé ici, merci de compléter l'article en donnant les références utiles à sa vérifiabilité et en les liant à la section « Notes et références ».

Rapport cyclique d'ouverture avec la durée du cycle complet.

 Dans le domaine de l'électronique, le Rapport Cyclique d'Ouverture (RCO) est le temps d'ouverture d'un actionneur piloté par un signal carré, de fréquence et d'amplitude constante par rapport à un cycle complet.
Ce terme est surtout utilisé dans le domaine de l'électronique automobile.
En d'autres termes, il a pour but de commander des organes électroniques (électro-aimant de type valve, vanne, etc.) en leur imposant un temps d'ouverture dans une période de quelques millisecondes, (à ne pas confondre avec la fréquence) selon les besoins du véhicule.
Les signaux RCO sont préalablement calculés par les divers calculateurs embarqués du véhicule. (calculateur moteur, ABS, ESP, EBS, etc.)